# 排放枪

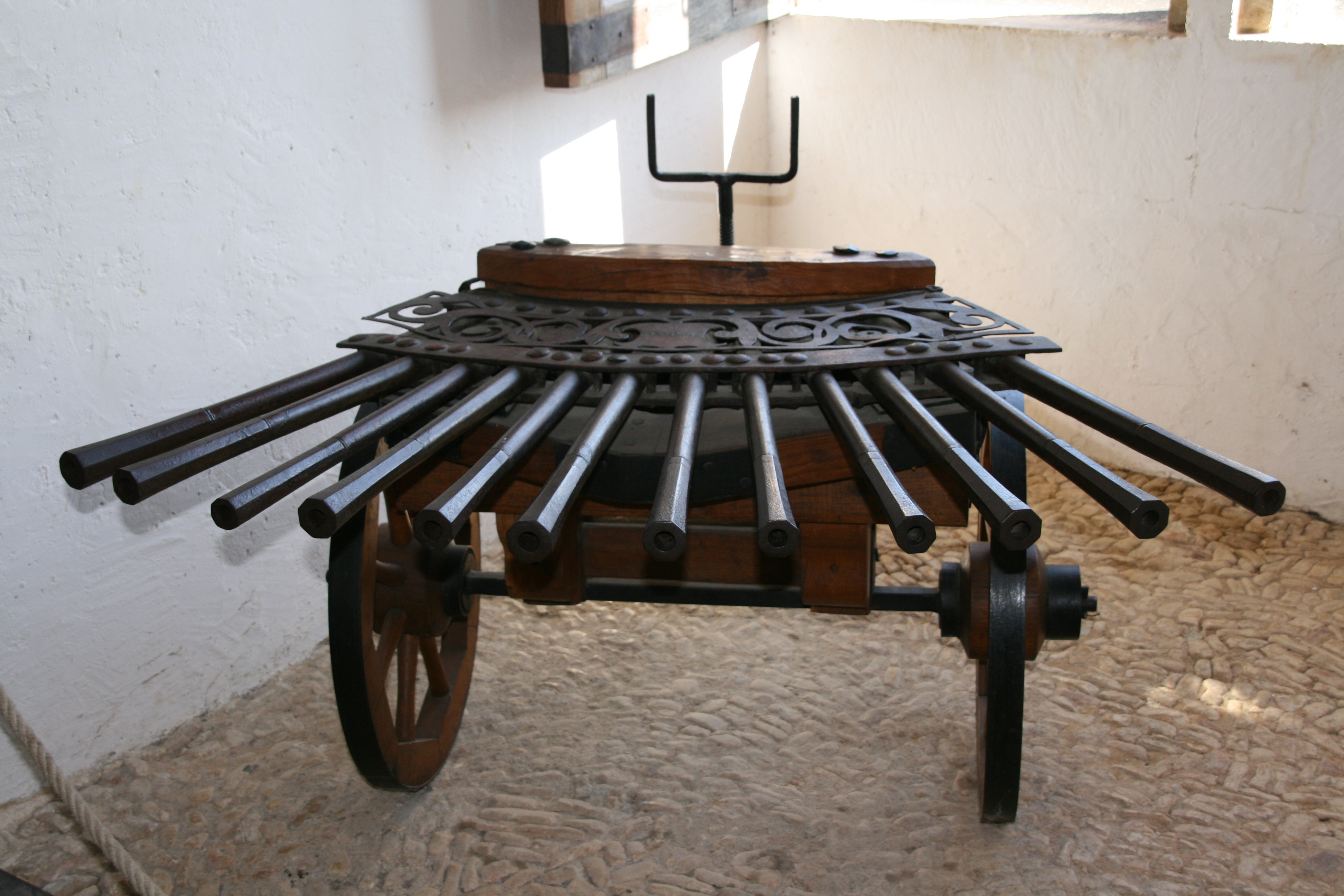
卡斯泰尔诺拉沙佩尔城堡收藏的16世纪风琴炮

排放枪（volley gun），也称排射枪、排发枪、排炮，泛指任何用多个单发枪管绑合在一起进行齐射或依次连射的枪械。与手动连发枪械和自动火器不同，排发枪没有枪机和弹匣来进行供弹操作，因此其火力强度和持久性受到枪管数量的限制。因为弹道效果并不优于后来用于单管火炮的葡萄弹和榴霰弹，加上制造成本通常较高，头重脚轻十分笨重，每次发射后的装弹过程十分繁琐，每根枪管也都需要定期独个清理，在19世纪后期基本上在军事上已经销声匿迹。

## 历史

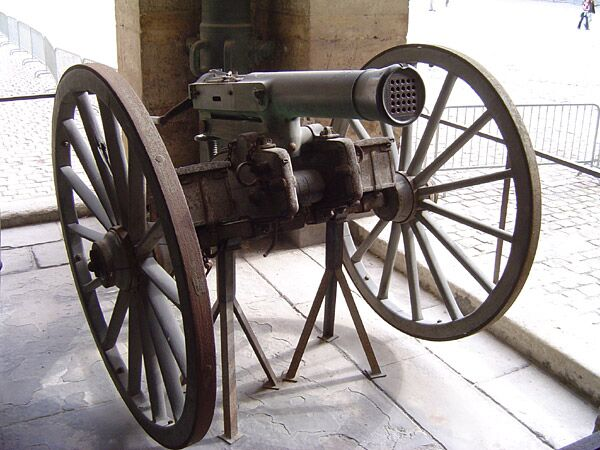
19世纪的比利时米特留斯排放枪

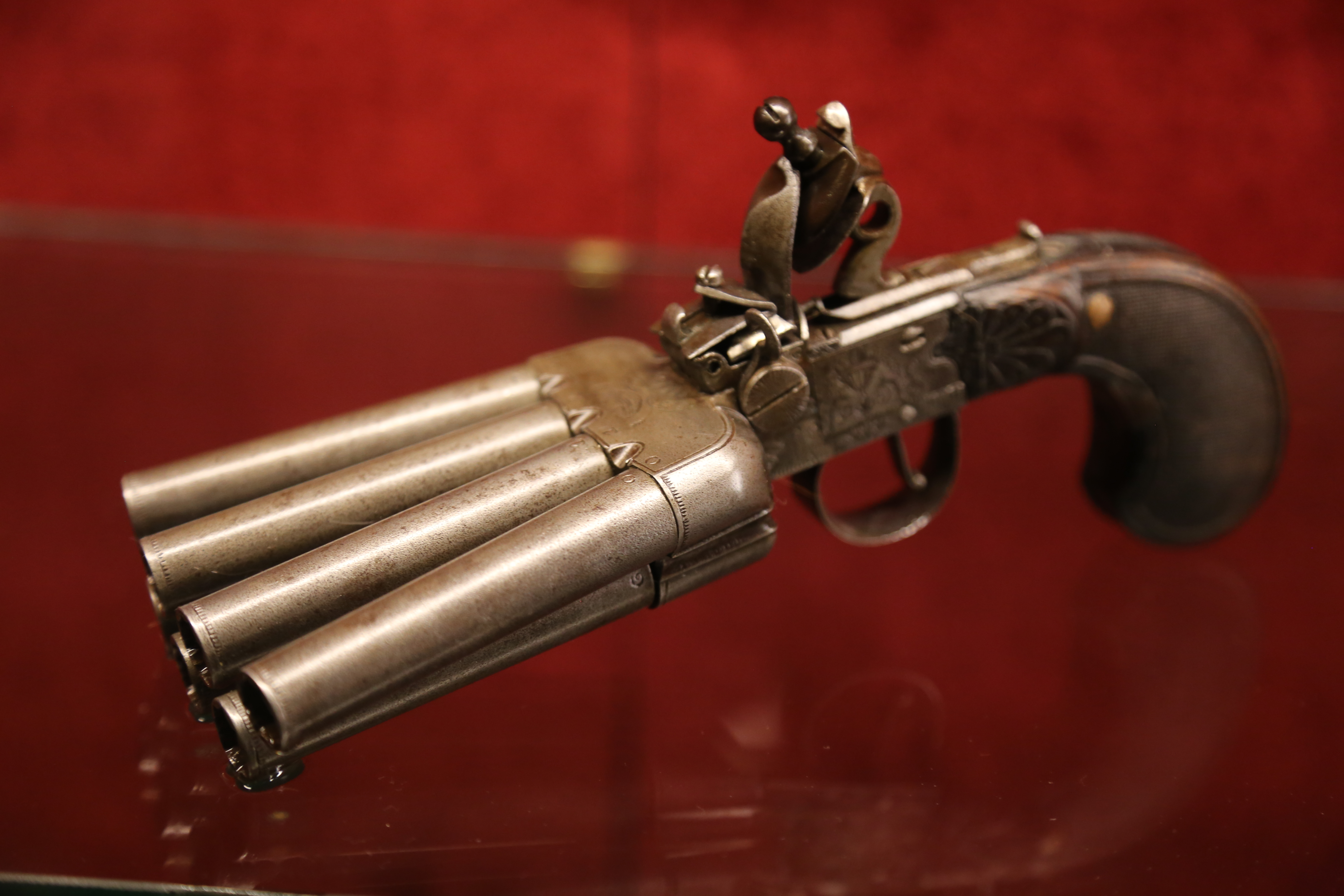
乔治三世时期的“鸭脚”手枪

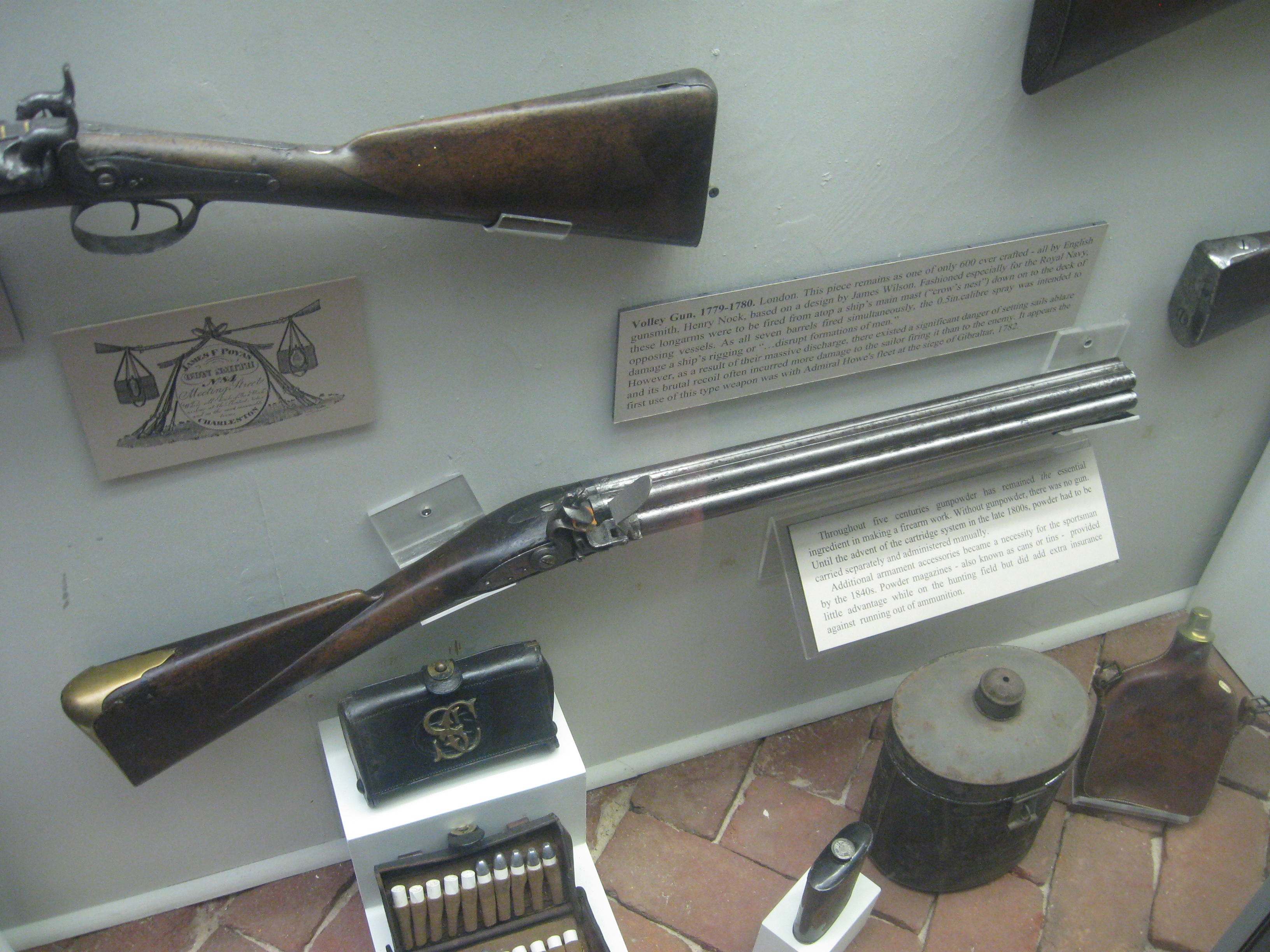
美国查尔斯顿博物馆收藏的1779～1780年间英制的诺克枪

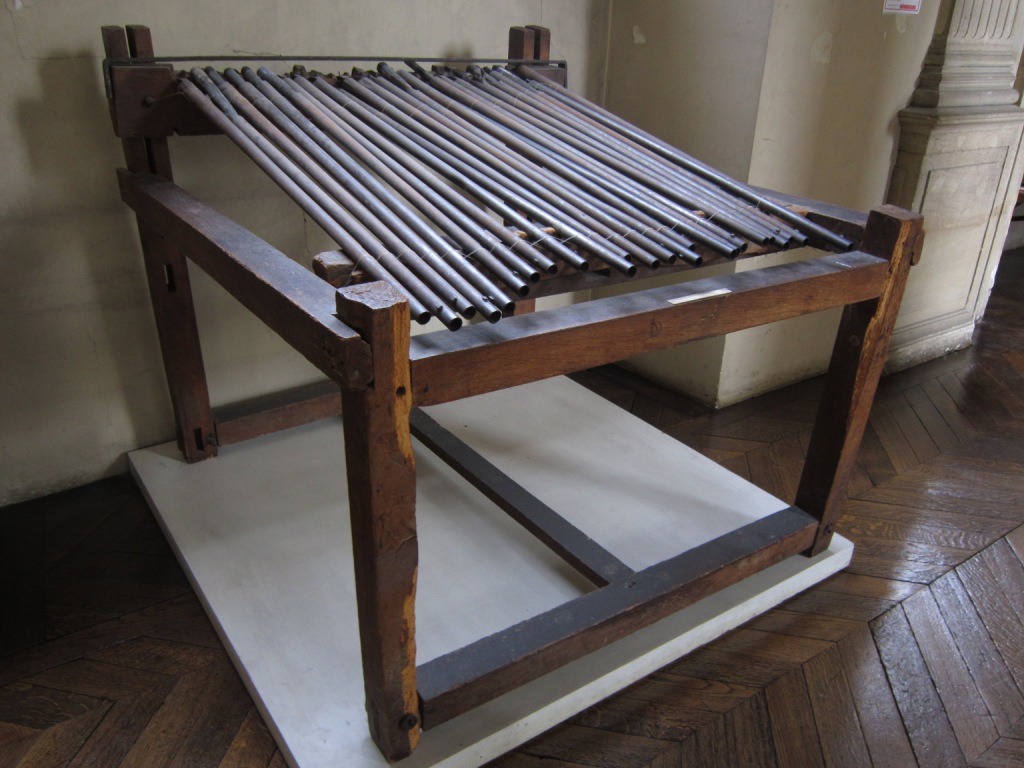
巴黎国家档案馆收藏的用来意图暗杀路易-菲利普一世的25管排发“烈火机炮”（Machine infernale）

风琴炮（ribauldequin）是一款多个枪管横向平行排开的中世纪武器，最早的使用记录是1339年由爱德华三世的军队在百年战争中使用。之后瑞士军队也曾使用类似的排发武器。16～17世纪期间，多管火炮仍然十分盛行，英国内战时期的骑士党就曾使用一台外号“伊丽莎白-亨利炮”（Elizabeth-Henry，以查理一世当时最小的两个孩子命名）的双管火炮，能够发射葡萄弹。
在欧洲大陆上，阿拉贡曾研发15管的排发枪，德意志和波兰的枪匠则发明了可以单兵手持的多管枪械，通常是刀铳或与剑或斧相连的结合式武器，比如亨利八世就有一支三管铳和锤矛结合成的“手杖”，还曾拥有一把德制的多管簧轮枪。
在18世纪晚期，一个姓杜佩隆（du Perron）的法国人在1775年发明了一款和后世“葡萄弹炮”相似的后装排发炮。英国皇家海军陆战队军官詹姆斯·威尔逊（James Wilson）在1779年发明了一款用七根六边形.46英寸（12）口径枪管以蜂窝状排列硬焊在一起排射的燧发鸟铳，重13英磅（5.9），却因其签约生产厂家的老板是亨利·诺克（Henry Nock，1741–1804）而命名为诺克枪 （Nock gun）。诺克枪本来设计是用同一个火药池引发七根枪管同时发射，但是实用起来常常会有至少一根枪管发生哑火。在拿破仑战争期间，英国皇家海军订制了500支诺克枪来协助登船攻防作战，其中何奥上将舰队的每艘风帆战列舰上配备20支、每艘巡防舰上12支，但是实战起来诺克枪的后坐力常常造成射手肩部脱臼和锁骨骨折，同时枪口焰还可能意外点燃自方船上的帆布风帆，导致诺克枪在1805年前就遭到淘汰。这期间还出现过几款可以手持的排发枪，其中比较著名的是枪管扇面排列进行齐射的“鸭脚”手枪，在19世纪早期的银行保安、典狱官和海军船长之间很受欢迎。
1835年7月28日, 科西嘉人朱塞普·菲耶斯基（Giuseppe Marco Fieschi，1790～1836）在巴黎用自制的一台外号“烈火机炮”的25管排发枪伏击法王路易-菲利普一世的阅兵队伍，从圣殿大道旁边的一所公寓三楼开火，虽然不是所有枪管都成功击发（四根枪管炸膛、四根哑火、一根因为忘了加工点火孔而没有装弹）但也射出了超过400发弹丸，当场击毙包括爱德华·莫蒂埃在内的18人、伤22人（其中至少四人因此被迫截肢），国王坐骑中弹暴毙但本人却侥幸仅头部擦伤。菲耶斯基本人被炸膛波及受了重伤很快就被抓住，并在1836年同两名同党一起被送上断头台处死。他的排发枪如今被收藏在巴黎的国家档案馆（Musée des Archives Nationales）内。
19世纪中期仍有两款较为有名的排发枪，但是都没能成功服役。一款是在比利时军官杜桑·法肯姆普斯（Toussaint-Henry-Joseph Fafchamps，1783～1868）之前1850年代的设计基础上由法国人在1860年代改进而来的米特留斯排放枪，可以在短时间内同时或依次发射数根枪管。同时美国纽约州民兵的一名将军也在1860年底设计了一款.50英寸（12.7）口径的85管线膛排发枪，在没能成功出口给英国人后少量卖到了邦联国，但没有记录证明其真正被用在战场上。

### 现代
澳大利亚金属风暴有限公司曾研制过一款电子击发的36管排射武器，号称其原型可以在0.01秒内释放180发抛射物（平均射速达到超过每分钟100万发，为世界之最），并声称如果用1600根管（排列设计上允许的最多数量）在0.1秒内可以达到最高每分钟162万发的射速，并投射一个由24000发弹头、弹距小于0.1米的弹幕。但是因为没能得到军方青睐，金属风暴公司在2012年申请破产托管。
西班牙海军的“梅罗卡”（Meroka）近防系统使用的是12根厄利空20毫米口径机炮并联进行齐射，用外部供电的自动装弹机可以保证在0.3秒内重装弹药。
2019年，美国康涅狄格州新不列颠的标准制造公司（Standard Manufacturing）上市了一款S333“雷击”（S333 Thunderstruck）双管左轮枪，可以每次扣动扳机发射两发。

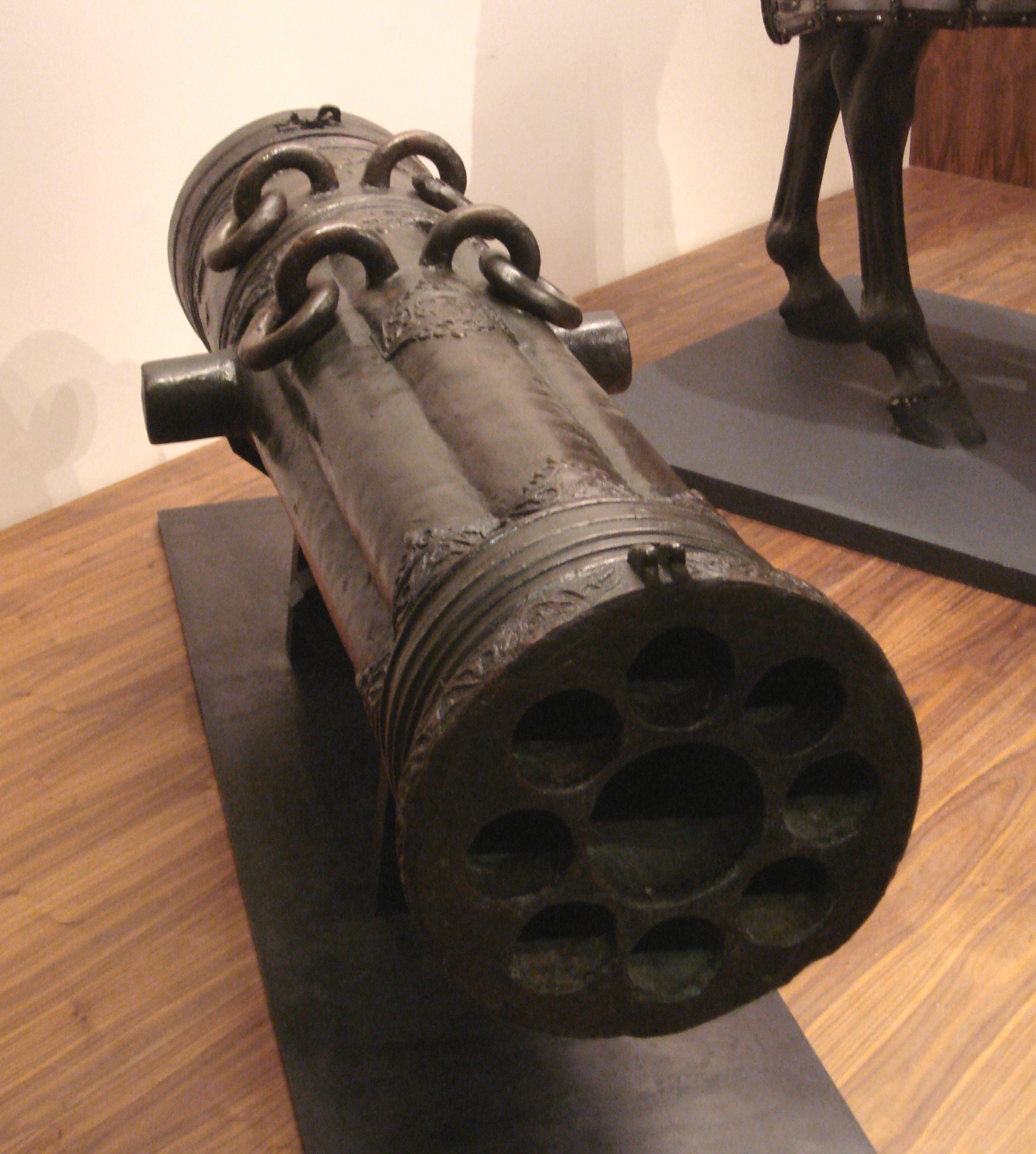
16世纪早期的奥斯曼帝国九管排炮
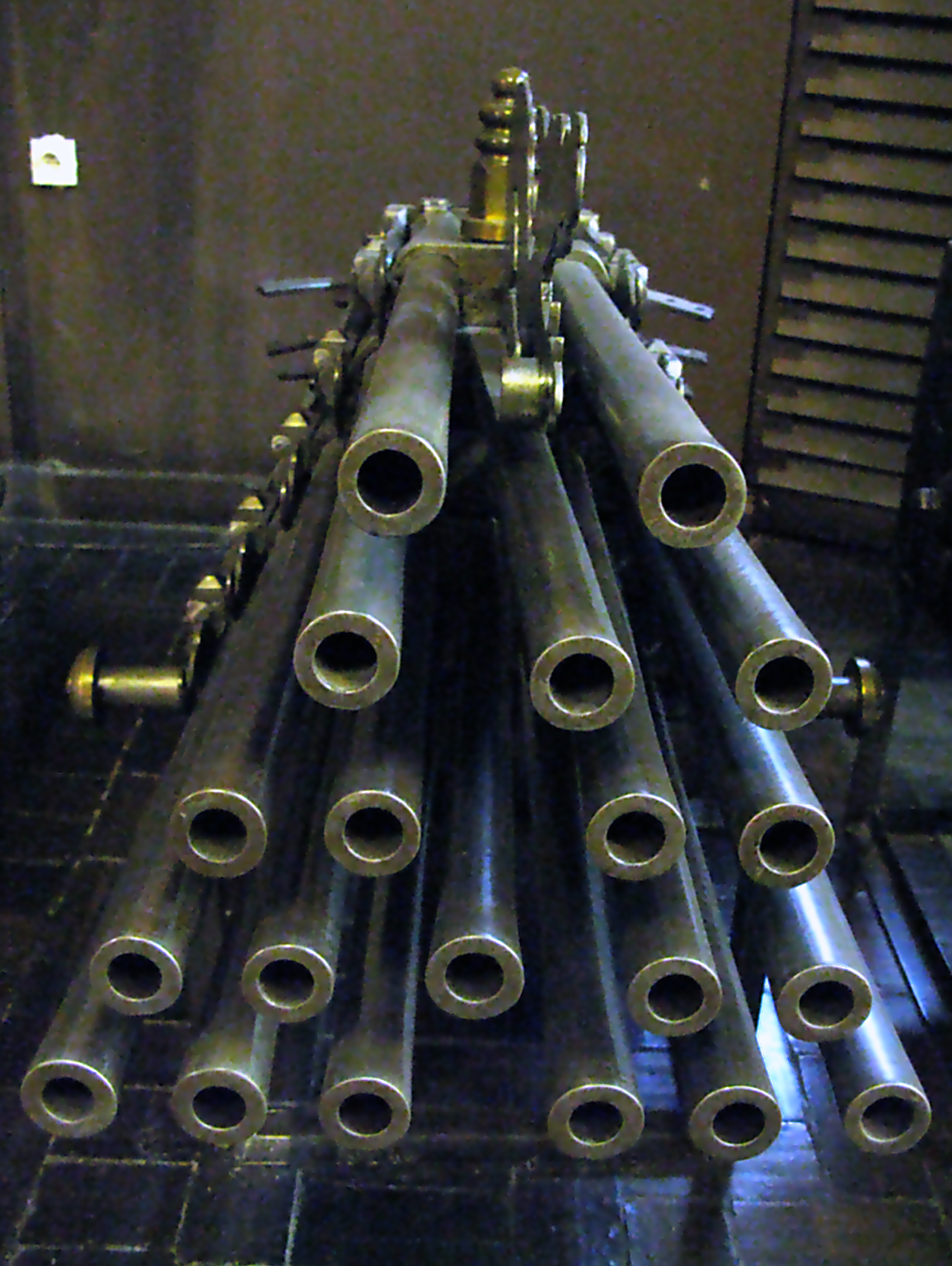
16～17世纪的波兰20管散射排炮
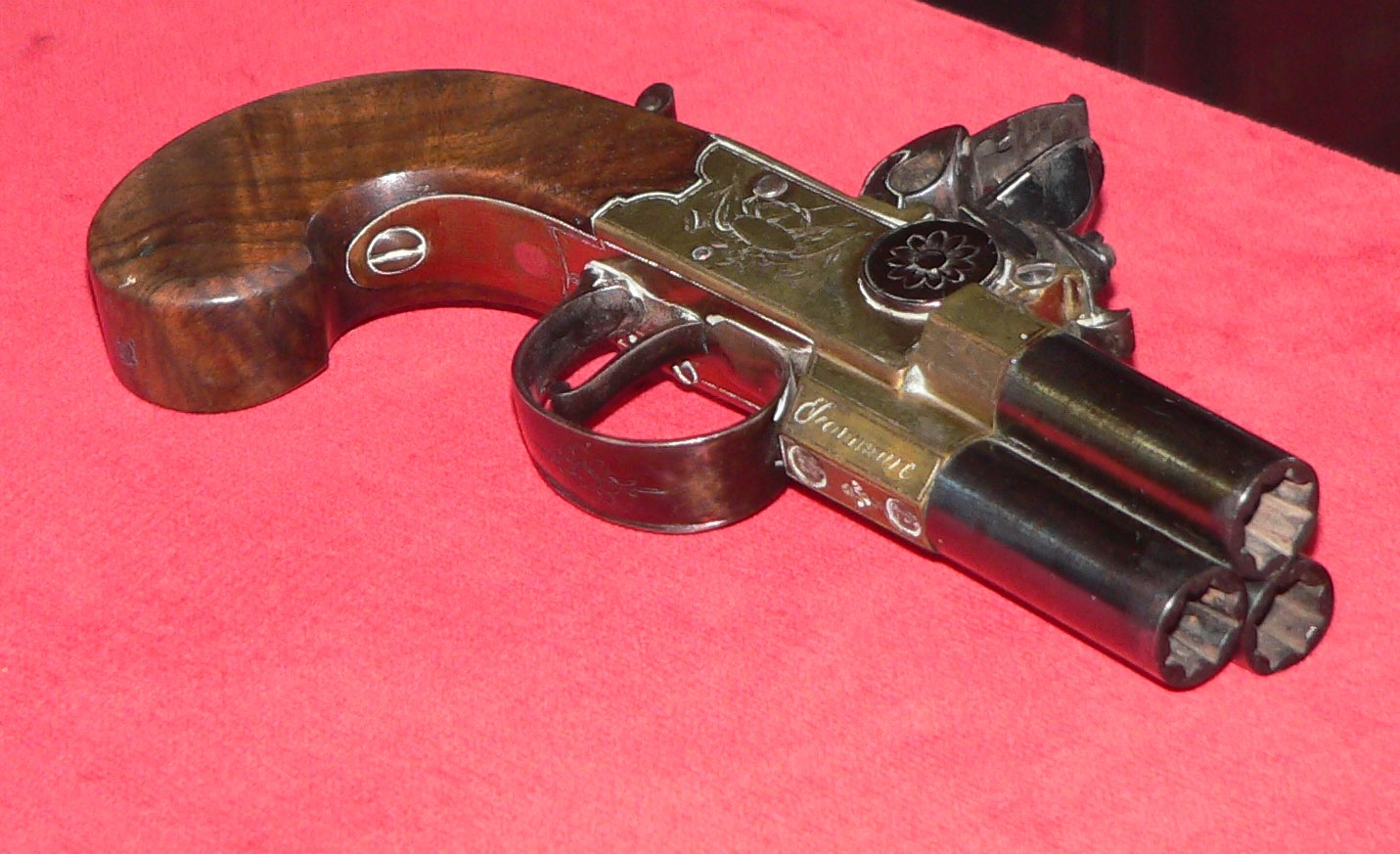
瑞士纳沙泰尔艺术与历史博物馆收藏的可以在齐发和逐次发射之间切换模式的三管手枪
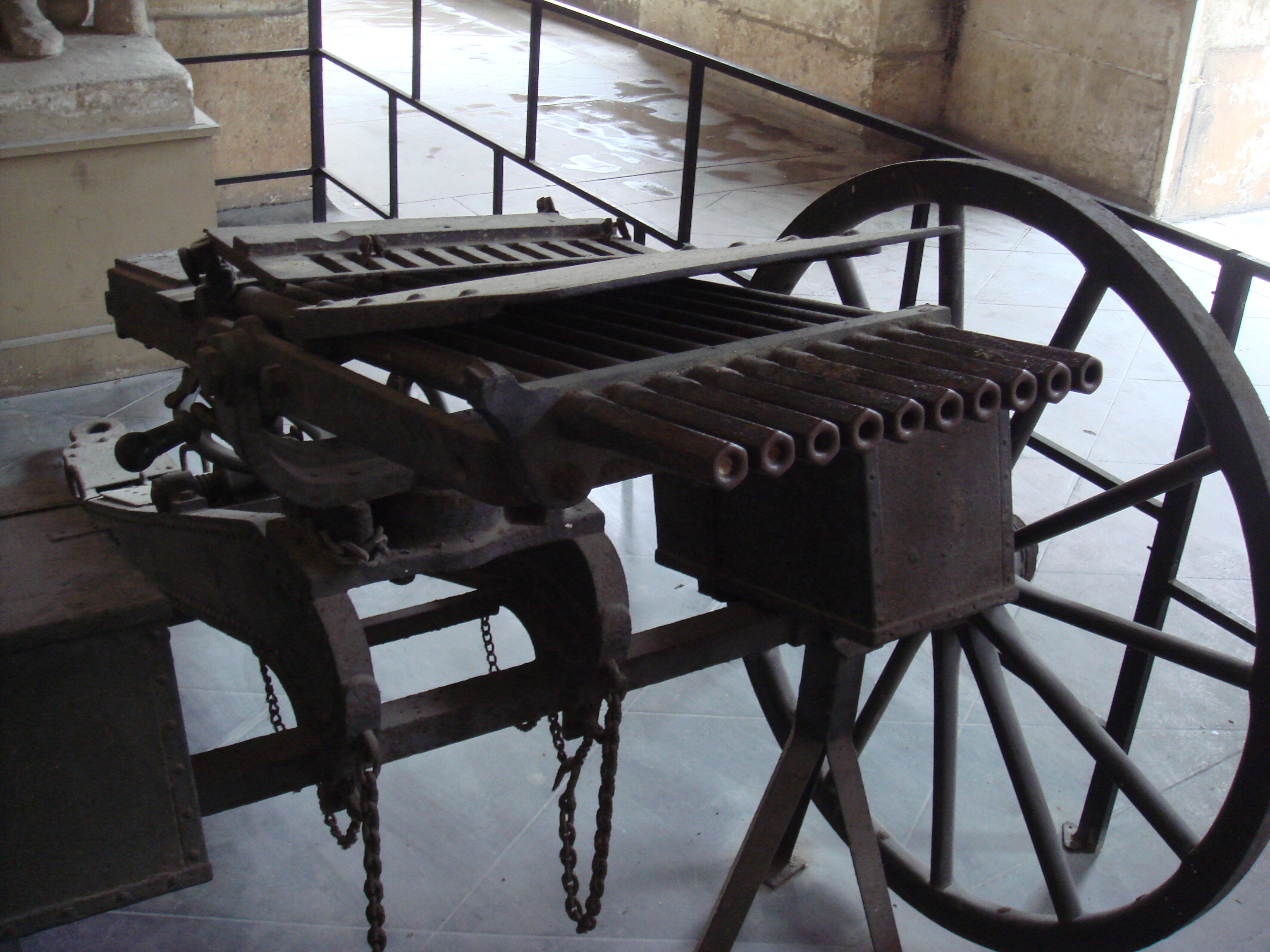
巴黎军事博物馆收藏的10管诺典飞尔德排炮
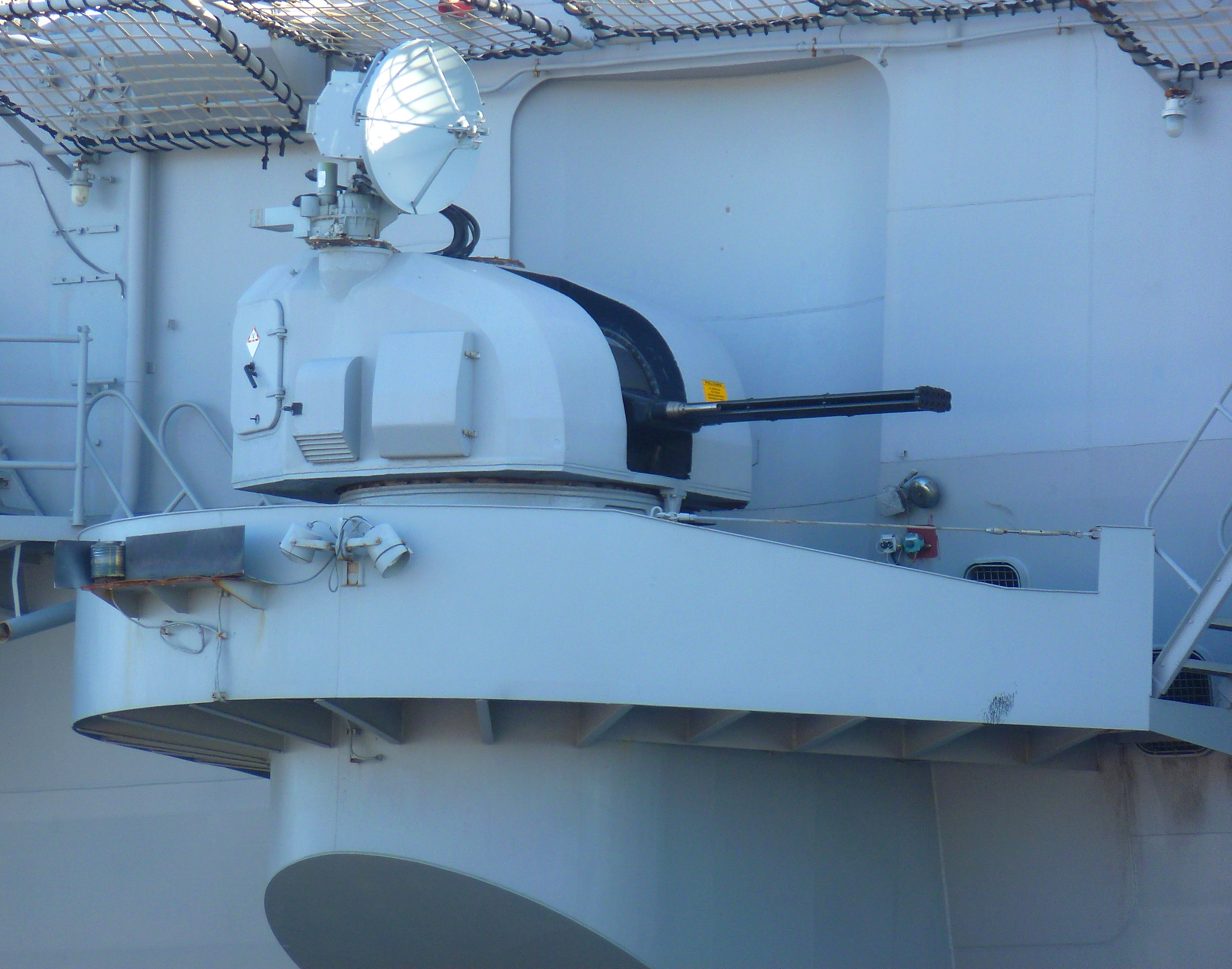
西班牙海军阿斯图里亚斯亲王号航空母舰上的“梅罗卡”近防炮